# آبشار نانگ رونگ
آبشار نانگ رونگ (به لاتین: Nang Rong Waterfall) یک آبشار در تایلند است که در Hin Tang واقع شده‌است.